# Bipé

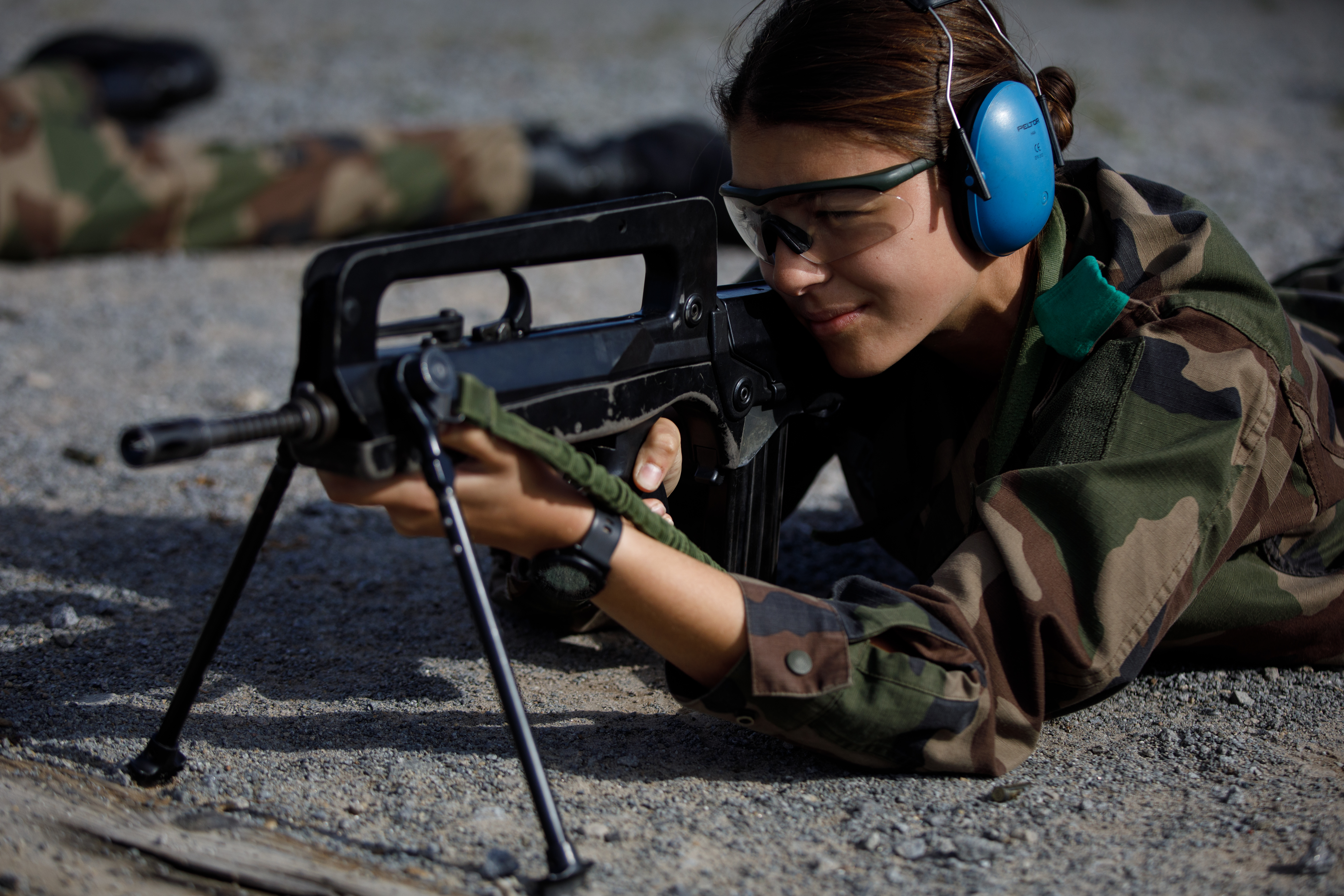
O bipé do FAMAS sendo usado por uma recruta da Escola Politécnica em Courtine, na França.

Um bipé é um acessório portátil em forma de V que ajuda a apoiar e estabilizar um dispositivo, seja uma máquina fotográfica ou uma arma, tal como uma arma longa ou um morteiro. O termo vem do prefixo latino bi- e raíz grega pod, que significa "dois" e "pé", respectivamente. O bipé fornece estabilidade significativa ao longo de dois eixos de movimento, permitindo mais precisão no tiro ou na fotografia. Outros exemplos de reparos seriam o monopé (com um apoio) e o tripé (com três).

## Uso militar
Um bipé é um componente de arma geralmente usado em armas de fogo pesadas ou longas, como por exemplo, metralhadoras ou fuzis de precisão, para apoiar a arma e melhorar o tiro por meio de mais estabilidade. O bipé garante sustentação e permite ao atirador mirar no alvo sem ter que suportar a maior parte do peso da arma. A sua principal vantagem é que os movimentos do atirador (respiração, tremores de frio, batimentos cardíacos, etc.) não são mais transferidos com tanta força para a arma ou que o atirador pode permanecer firme no alvo por mais tempo. A desvantagem do bipé é que ele torna a arma mais volumosa e pesada, o que limita a flexibilidade de manuseio.
Os bipés podem ser fixos ou removíveis. O bipé do FAP, a versão de apoio do FAL, é fixa e dobrável de baixo para trás, por exemplo. Nos fuzis FG-42, os modelos iniciais vieram com o bipé próximo ao guarda-mão no corpo da arma, enquanto os modelos subsequentes moveram o bipé mais perto da boca do cano. As metralhadoras de apoio geral podem mudar de função apenas com a mudança de reparos, o bipé sendo usado na função de metralhadora leve. O bipé nas metralhadoras MG42 e MG3 também pode ser fixado mais no centro da arma para aumentar o alcance de rotação. O comprimento das pernas pode ser fixo ou ajustável. Algumas empunhaduras de assalto possuem um bipé integrado (bipé frontal). O bipé do fuzil israelense Galil possui cortador de arame-farpado e abridor de garrafas integrados. Uma haste de limpeza é alojada na perna direita do bipé da metralhadora PK.

## Dispositivo de resgate
Um tipo específico de bipé é usado por socorristas de montanha como suporte para uma roldana com o objetivo de puxar alguém que caiu em uma fenda, ou como suporte de uma rocha para se distanciar da parede quando uma pessoa ferida está sendo amarrada para baixo ou para cima. As pernas, normalmente de 3m de comprimento, são montadas a partir de elementos de tubo de fibra de carbono e são projetadas para absorver a pressão axial.
Um bipé geralmente é apoiado em duas direções para evitar que tombe em torno do eixo dos dois pontos de contato. Um tripé, que pode alternativamente ser construído a partir dos mesmos elementos, é estável mesmo sem contraventamento, desde que a resultante das forças da corda (e metade da sua própria gravidade) passe através do triângulo dos pontos de contato.